# جارد سميث
جارد سميث (بالإنجليزية: Jared Smith)‏ هو لاعب كرة قدم أمريكية أمريكي، ولد في 20 مارس 1990 في بيتسبرغ في الولايات المتحدة.

## وصلات خارجية
- جارد سميث على موقع مرجع كرة القدم المحترفة.كوم (الإنجليزية)